# Margie Orford
Margie Orford, née le 30 septembre 1964 à Londres, est une journaliste, photographe et romancière sud-africaine d'origine anglaise. Elle écrit principalement des romans policiers et des textes de littérature d'enfance et de jeunesse.

## Biographie
D'origine anglaise, elle grandit en Namibie et en Afrique du Sud. Elle devient journaliste, travaillant à l'international avant de s'installer au Cap. Elle débute dans la littérature policière en 2006 avec le roman Les Captives de l'aube (Like Clockwork), premier titre d’une série consacrée à Claire Hart, une journaliste et enquêtrice sud-africaine. Ses trois premières aventures ont été traduites en français au sein de la collection Payot suspense de l'éditeur Payot et Rivages.

## Œuvre

### SérieClaire Hart
- Like Clockwork (2006) Publié en français sous le titre Les Captives de l'aube, traduction de Karine Lalechère, Paris, Payot et Rivages, Payot suspense, 2008.
- Blood Rose (2007) Publié en français sous le titre Roses de sang, traduction de Virginie Buhl, Paris, Payot et Rivages, Payot suspense, 2009.
- Daddy's Girl (2009) Publié en français sous le titre Daddy's girl, traduction de Virginie Buhl, Paris, Payot et Rivages, Payot suspense, 2010.
- Gallows Hill (2012)
- Water Music (2013)

### Albums illustrés
- Double Trouble: Junior African Writers (1996)
- Kazandu's Work: Stars of Africa (2003)
- The Little Red Hen (2010)
- The Magic Fish (2011)

### Autres publications
- Climate Change: Stories from the Developing World (2004)
- Rural Voice (2004)
- Fabulously 40 and Beyond (2006) (avec Karin Schimke)
- Fifteen Men: Images and Words from Behind Bars (2008)